# Cucullia implicata
Cucullia implicata is een vlinder uit de familie van de uilen (Noctuidae). De wetenschappelijke naam van de soort is voor het eerst geldig gepubliceerd in 1987 door Ronkay & Ronkay.